# Удаянга Віратунга
Удаянга Віратунга (Udayanga Weeratunga) (22 березня 1964) — шріланкійський дипломат. Надзвичайний і Повноважний Посол Шрі-Ланки в Росії (в Україні за сумісництвом).

## Життєпис
Народився 22 березня 1964 на півдні Шрі-Ланки. Племінник Президента Шрі-Ланки Махінда Раджапаксе. У 1985 році був відправлений на навчання до Києва. У 1991 році закінчив Київський інститут легкої промисловості. Удаянга Віратунга вирішив залишитися в Україні і почав займатися бізнесом в сфері торгівлі чаєм та туризмом. Після цього деякий час займав посаду почесного консула Шрі-Ланки в Україні. У 2005 році після обрання президентом Шрі-Ланки Махінда Раджапаксе його призначили послом Шрі Ланки в РФ (акредитований також у Вірменії, Білорусі, Грузії, Казахстані, Молдові, Узбекистані та Україні).
Шрі-ланкійська газета The Sunday Times Sri Lanka з посиланням на місцевого міністра закордонних справ Мангали Самаравіру повідомила про те, що Уряд України звинуватив посла в причетності до продажу зброї бойовикам на Донбасі. Спікер Міністерства закордонних справ України Євген Перебийніс заперечив поширену шрі-ланкійськими ЗМІ інформацію, про звинувачення колишнього посла цієї країни в Україні Удаянга Віратунга.